# Kenmare (Stati Uniti d'America)
Kenmare è un centro abitato (city) degli Stati Uniti d'America, situato nella Contea di Ward, nello Stato del Dakota del Nord. Nel censimento del 2000 la popolazione era di 1.081 abitanti. La città è stata fondata nel 1897. Appartiene all'area micropolitana di Minot.

## Geografia fisica
Secondo i rilevamenti dell'United States Census Bureau, la località di Kenmare si estende su una superficie di 3,20 km², tutti occupati da terre.

## Popolazione
Secondo il censimento del 2000, a Kenmare vivevano 1.081 persone, ed erano presenti 278 gruppi familiari. La densità di popolazione era di 377 ab./km². Nel territorio comunale si trovavano 553 unità edificate. Per quanto riguarda la composizione etnica degli abitanti, il 98,33% era bianco, lo 0,56% era nativo, lo 0,28% proveniva dall'Asia, lo 0,09% apparteneva ad altre razze e lo 0,79% a due o più. La popolazione di ogni razza ispanica corrispondeva allo 0,19% degli abitanti.
Per quanto riguarda la suddivisione della popolazione in fasce d'età, il 19,9% era al di sotto dei 18, il 5,2% fra i 18 e i 24, il 22,2% fra i 25 e i 44, il 20,0% fra i 45 e i 64, mentre infine il 30,7% era al di sopra dei 65 anni di età. L'età media della popolazione era di 47 anni. Per ogni 100 donne residenti vivevano 93,0 maschi.